# کوه چوکای
کوه چوکائی (به ژاپنی: 鳥海山 Chōkai-san) یکی از کوه‌های آتشفشانی فعال مابین استان آکیتا و استان یاماگاتا در ژاپن است. نام این کوه در کتاب فهرست صد کوه معروف ژاپن آمده‌است. ارتفاع آن ۲۲۳۶ متر است. در استان آکیتا به آن کوه فوجی آکیتا گفته می‌شود. در توهوکو پس از کوه هیوچی‌گاتاکه (۲۳۵۶ متر) بلندترین ارتفاع را دارد. فوران آتشفشانی این کوه در سال ۱۸۰۱ میلادی ۸ کشته بر جا گذاشت. در طرف جنوبی کوه در فصل تابستان شکل حرف کانجی قلب 「心」 باقی می‌ماند و از این جهت شهرت دارد. در قله حتی در تابستان نیز برف‌ها آب نمی‌شود. آخرین فوران این کوه در سال ۱۹۷۴ بوده‌است.

## نگارخانه

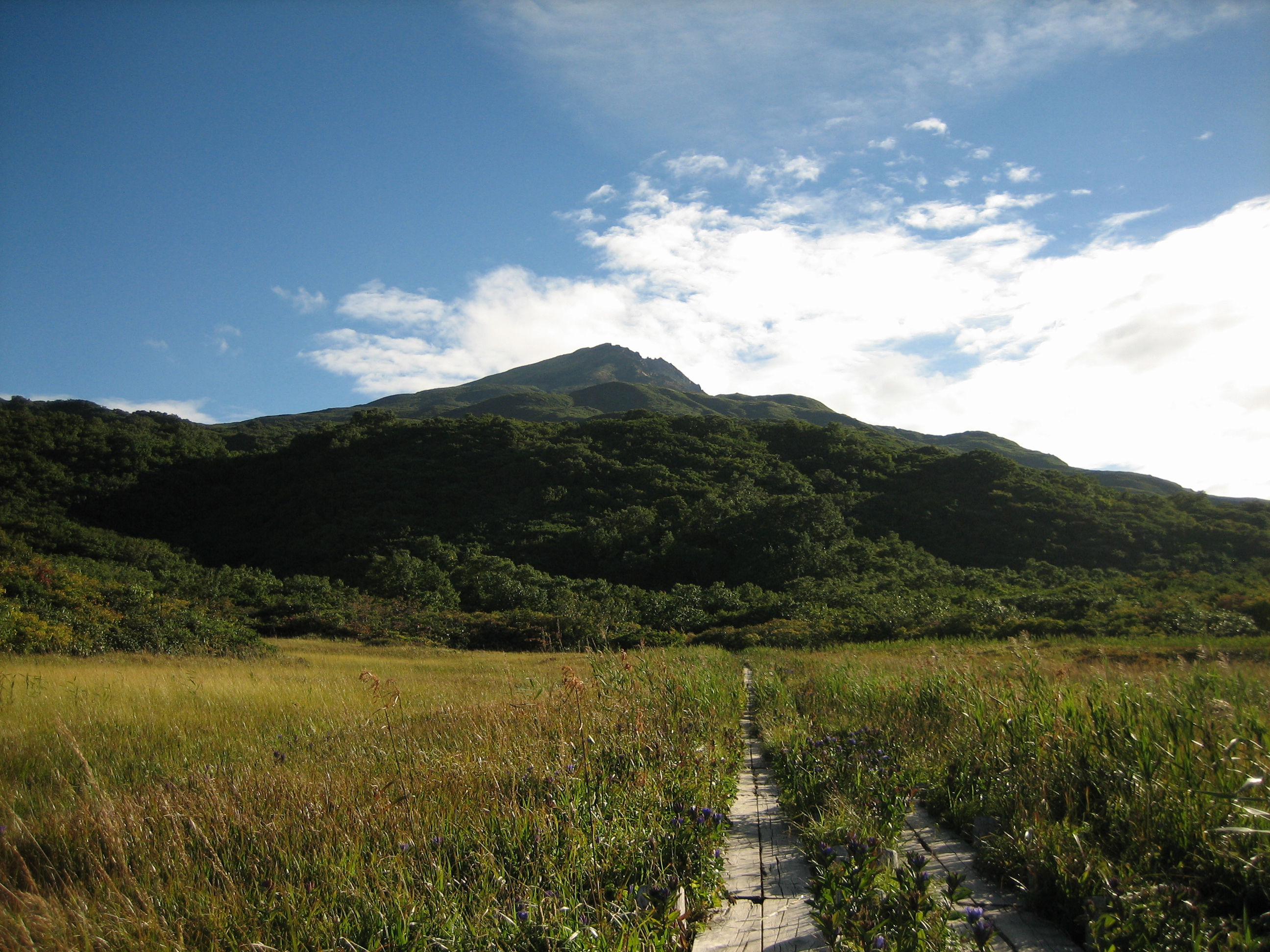
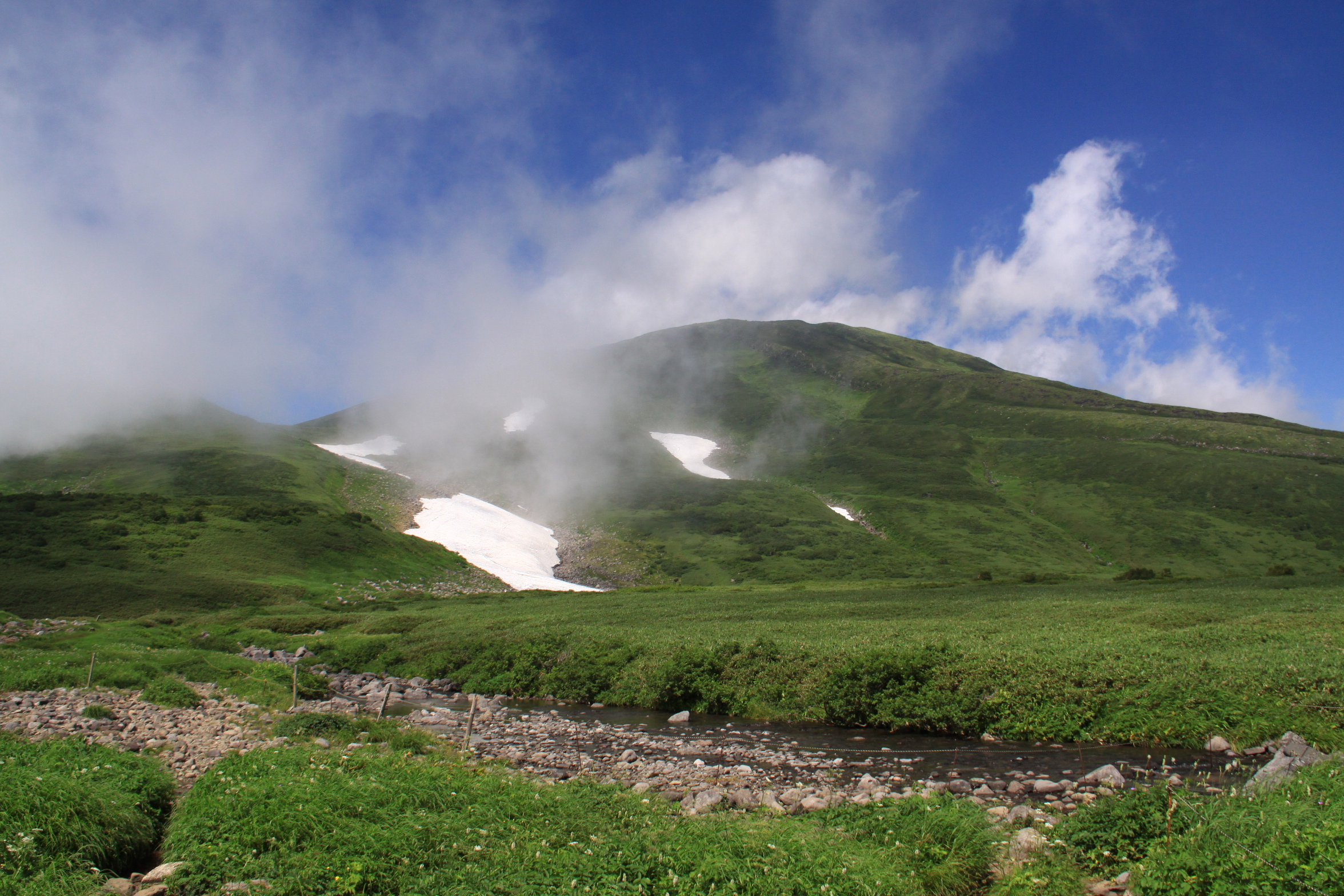
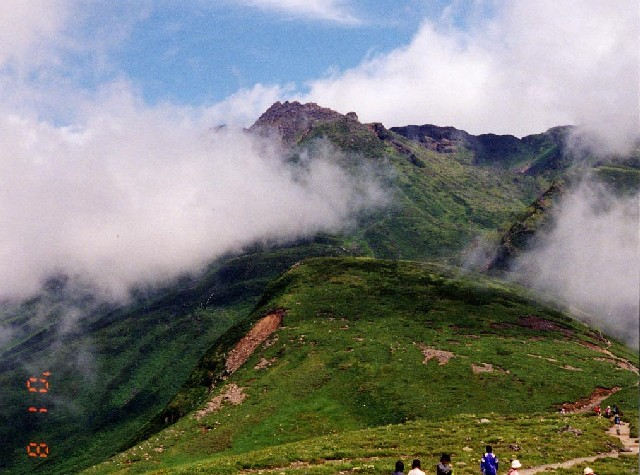